# Basidiodendron rimosum
Basidiodendron rimosum är en svampart som först beskrevs av H.S. Jacks. & G.W. Martin, och fick sitt nu gällande namn av Luck-Allen 1963. Basidiodendron rimosum ingår i släktet Basidiodendron, ordningen Auriculariales, klassen Agaricomycetes, divisionen basidiesvampar och riket svampar.   Inga underarter finns listade i Catalogue of Life.